# Пестов, Николай Игоревич
Николай Игоревич Пестов (22 мая 1974, Климовск, Московская область) - государственный и общественный деятель, глава города Подольска, впоследствии - Городского округа Подольск  Московской области с 2006 по 2022 год, Вице-президент Паралимпийского комитета России, директор ФКУ «Российский государственный архив кинофотодокументов» (с 2023 года).

## Биография
Николай Пестов - внук Василия Серафимовича Пестова.
В 1995 году с отличием окончил Московский государственный университет имени М.В. Ломоносова (факультет журналистики).
В 2020–2021 гг. прошёл программу профессиональной переподготовки в Московской школе управления Skolkovo, Мастер публичного администрирования.
Будучи студентом-первокурсником, в 1991 году начал трудовую деятельность корреспондентом редакции газеты «Подольский рабочий», совмещая учёбу с работой. В 1992 году принят в члены Союза журналистов России. Публиковался в газетах «Правда», «Патриот», журнале «Молодая гвардия».
По приглашению Главы города Подольска А.В. Никулина в мае 1994 года вошёл в его команду и поступил на муниципальную службу. В Администрации города Подольска в 1995–2001 гг. работал в должностях председателя Комитета по делам молодёжи, заместителя главы городской администрации по образованию, культуре,
спорту и молодёжной политике. В 2002–2003 гг. - первый заместитель главы Администрации города Подольска. После сложения А.В. Никулиным в марте 2003 года своих полномочий исполнял обязанности главы города, участвовал в выборах главы в качестве кандидата, но уступил А.С. Фокину, который возглавлял Подольск в мае 2003 – ноябре 2005 гг.
С декабря 2003 года по декабрь 2005 года Н.Пестов был первым заместителем главы администрации города Щербинки Московской области.
В декабре 2005 года вернулся в Подольск, где получил пост первого заместителя главы администрации и затем стал исполняющим обязанности главы города.

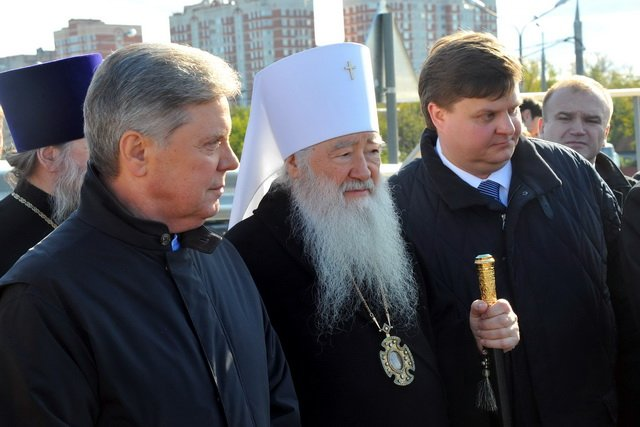
Открытие путепровода у железнодорожной станции "Кутузовская" в Подольске 4 октября 2009 года. Губернатор Подмосковья Борис Горомов, Митрополит Ювеналий и Глава города Николай Пестов

12 марта 2006 года избран главой города Подольска на прямых всенародных выборах. Набрал более 83 % голосов. Переизбран на новый срок на прямых выборах 13 марта 2011 года. Набрал более 84 процентов голосов.
В марте 2015 года Николай Пестов вместе с главой Подольского района Николаем Москалёвым и главой Климовска Владимиром Ивановым выступил в поддержку идеи объединения Подольска, Подольского района и Климовска в единый городской округ, выдвинутой губернатором Московской области Андреем Воробьёвым в рамках проводимой им так называемой муниципальной реформы, связанной с укрупнением муниципалитетов.
В том же году Климовск, сельские поселения Дубровицкое, Лаговское и Стрелковское, посёлок Львовский Подольского района вместе с городом Подольском были включены в состав единого муниципального образования областного подчинения, получившего наименование Городской округ Подольск Московской области. 16 октября 2015 года после образования Городского округа Подольск Советом депутатов единогласно избран главой округа.
26 октября 2020 года Советом депутатов вновь избран главой Городского округа Подольск на очередной срок при 32 голосах «за» и одном воздержавшемся.
В 2006–2021 гг. в Подольске под руководством Николая Пестова возведены путепровод на ул. Большой Серпуховской, стадион «Труд» с двумя крытыми трибунами общей вместимостью 13 000 зрителей и подтрибунными пространствами для занятий спортом площадью 21 000 кв.м., реконструированы городские очистные сооружения с увеличением мощности до 150 кубометров в сутки, выведены из эксплуатации устаревшие ветхие очистные сооружения в Климовске и в сельских  населённых пунктах, построены три миллиона кв. метров жилья (в том числе микрорайоны «Подольские просторы», «Кузнечики» и «Бородино»), 12 современных общеобразовательных школ, 23 детских сада, ФОК с бассейном на ул. Орджоникидзе, дом культуры в п. Быково и культурно-просветительский центр в Дубровицах, автодорога «Южный обход Подольска», новый участок улицы 43-й Армии, Сквер Поколений с городскими часами, Благовещенский сквер, Екатерининский сквер, Художественная набережная, бульвары Юности, Льва Толстого, Евгения Карелова, православные храмы - Никольский на Красной горке, Георгиевский в Кутузово, священномученика Александра на Силикатной, Кирилло-Мефодиевский на Славянском бульваре, проведены масштабные работы по реконструкции площади 50-летия Октября, получившей новое наименование «Площадь Славы», Троицкого кафедрального собора г. Подольска с золочением куполов, иконостасов и подъёмом новых многотонных колоколов, парка «Дубрава» в Климовске и городского парка культуры и отдыха имени Виктора Талалихина с устройством катка площадью 2 300 кв. метров, Вокзальной площади в связи с реконструкцией железнодорожной станции Подольск и подготовкой к запуску движения поездов по МЦД-2, открытому в полном объёме в декабре 2020 года.
.
В бытность главой Подольска Пестов поддерживал шефские связи с экипажами пограничного сторожевого корабля «Подольск» и атомного подводного крейсера «Подольск». 
9 февраля 2022 года после проведения отчёта перед жителями заявил о досрочном сложении полномочий главы, ранее назначив своим первым заместителем Дмитрия Жарикова, который был избран главой Городского округа Подольск 9 марта 2022 года.
С 10 февраля 2022 года по 30 мая 2023 года — председатель Совета депутатов Городского округа Подольск.
В марте 2022 года избран вице-президентом Паралимпийского комитета России.
Вице-президент Международной ассоциации «Породнённые города».
С октября 2023 года возглавляет ФКУ «Российский государственный архив кинофотодокументов».

## Награды

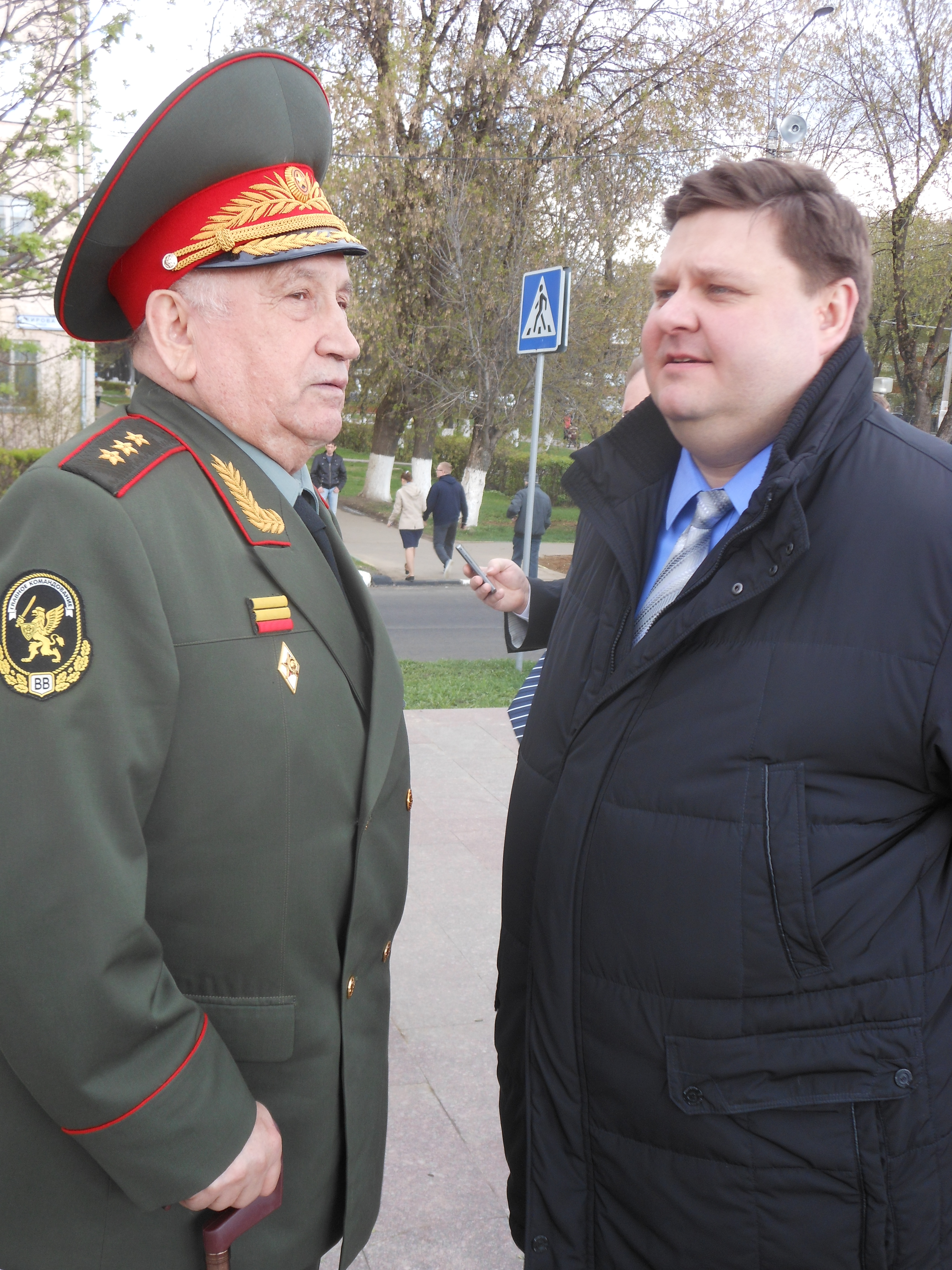
Николай Пестов и генерал-полковник Валерий Баранов, у монумента Подольским курсантам, 70-летие Победы, май 2015

- Медаль «В память 850-летия Москвы» (1997)
- Знак «Отличник физической культуры и спорта» (2001)
- Знак «За достижения в культуре» (2002)
- Медаль «За заслуги в проведении Всероссийской переписи населения» (2003)
- Знак «Почётный работник общего образования Российской Федерации» (2009)
- Орден Ивана Калиты (Московская область, 2012)[24]
- Знак Московской областной думы «За верность Подмосковью» (2019)
- Знак преподобного Сергия Радонежского (Московская область, 2020)
- Знак «За заслуги перед Московской областью» II степени (2022)[25]
- Знак Московской областной Думы «За службу закону» I степени (2023)[26]
- Звание «Почётный гражданин Городского округа Подольск» (2023)[27].

```
 Конфессиональные:
```

- Ордена Святого Благоверного князя Даниила Московского II и III степеней, медали Русской Православной Церкви[28]

## Политические взгляды, увлечения, личная жизнь

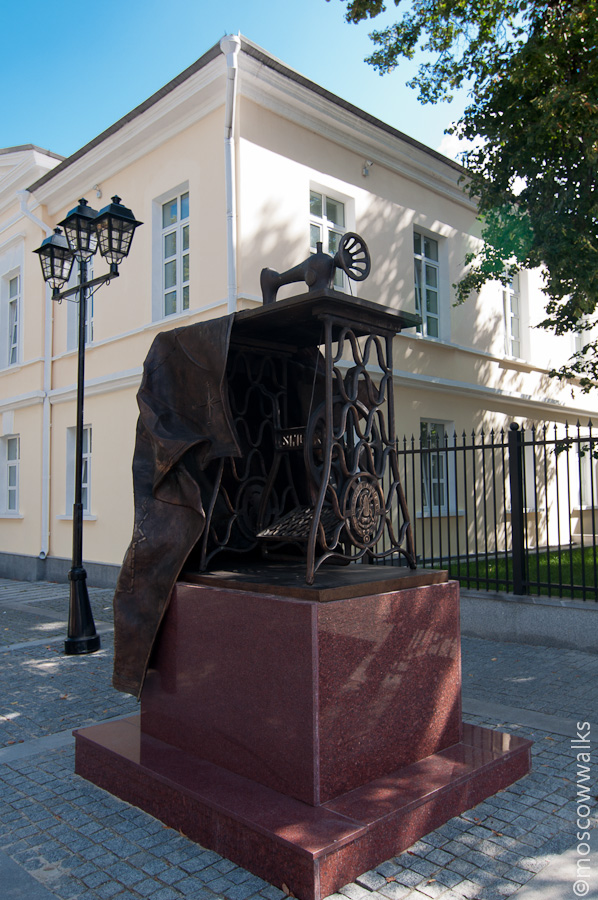
Памятник Швейной машинке у здания Краеведческого музея Подольска. Скульптор – А.Рожников, архитектор – М.Тихомиров. Открыт в 2011 году.

Пестов - член Всероссийской политической партии «Единая Россия» с 2005 года, избирался секретарём Подольского местного  отделения и членом президиума Московского областного политсовета партии. 
В бытность главой Подольска уделял большое внимание сохранению и популяризации исторического наследия, под его редакцией издан документальный сборник к 240-летию Подольска и Подольского уезда в трёх томах (2021 г.). По его решению в реконструированном историческом здании - Доме присутственных мест в 2011 году была размещена новая экспозиция городского Краеведческого музея, а рядом с ним открыт памятник Швейной машинке, выпускавшейся  построенным в начале XX века в Подольске заводом компании «Зингер». 
По инициативе Пестова в Подольске установлены памятники Екатерине Великой, воинам-интернационалистам и труженикам тыла на площади Славы, святым Петру и Февронии Муромским в новом Сквере молодожёнов, Л.Н. Толстому, М. Ю. Лермонтову, кинорежиссёру Е. Е. Карелову, русскому художнику В. Д. Поленову, Героям Социалистического Труда, крупным организаторам производства А. А. Долгому и В. В. Стекольникову, почётному гражданину Московской области А. В. Никулину, увековечена память живших и работавших  в округе историка и географа В. В. Похлёбкина, известного спортивного деятеля М.Л. Аптекаря, выдающихся учёных в области создания оружия В. М. Сабельникова и В. В. Симонова. Увлекается историей русской литературы, творчеством Льва Толстого, Ивана Шмелёва и Анны Ахматовой. Пестов не скрывает, что почтительно относится к Ленину: 24 января 2009 года открытым письмом через газету «Подольский рабочий» мотивированно отверг предложения о сносе  памятника Ленину, установленного на центральной площади Подольска. Ранее, в 2008 году, для расширения экспозиции музея-заповедника «Подолье», где в доме учительницы Кедровой в начале XX века квартировали Ульяновы и гостил у матери будущий вождь Октябрьской революции, было передано здание восстановленного Дома купца Морозова.[[File:Игорь Угольников и съёмочная группа фильма Подольские курсанты в гостях у подольчан.jpg|thumb|left|290px|{{center|В день премьерного показа художественного фильма «Подольские курсанты» в кинотеатре ТРК «Кварц» Игорь Угольников и съёмочная группа по приглашению Николая Пестова в гостях у подольчан. Февраль 2021 г.]]

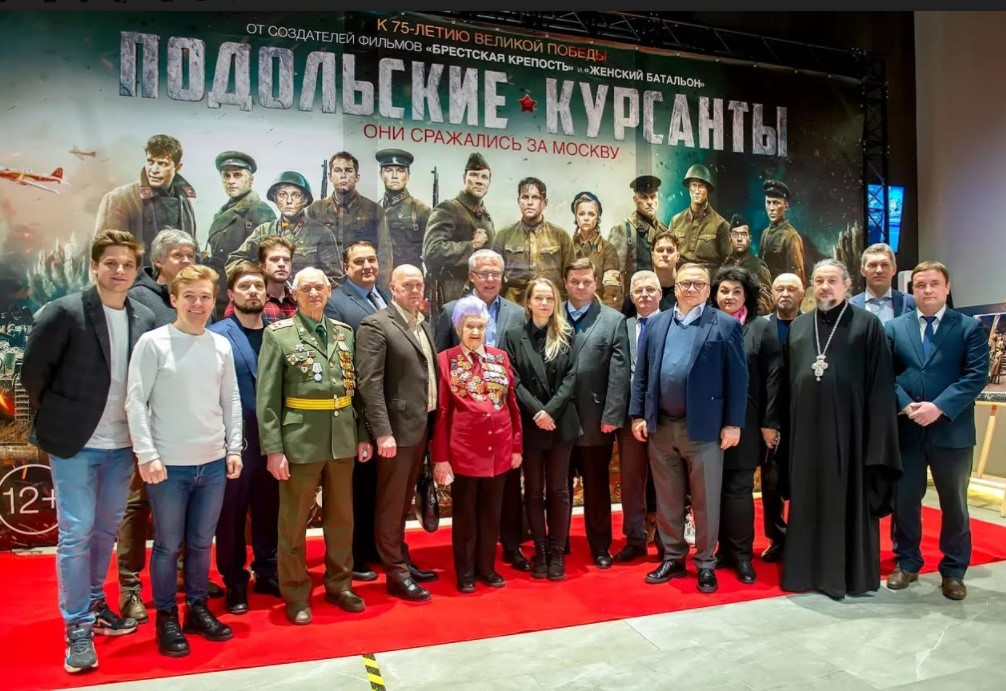
center|В день премьерного показа художественного фильма «Подольские курсанты» в кинотеатре ТРК «Кварц» Игорь Угольников и съёмочная группа по приглашению Николая Пестова в гостях у подольчан. Февраль 2021 г.

В сборнике «Сталин. Взгляд из третьего тысячелетия» (Подольск: «Академия-XXI», 2010) опубликована следующая позиция Пестова: «Если центром системы оценок деятельности Сталина считать судьбу каждого человека, которому довелось жить в то героическое и трагическое время, то Сталина скорее всего следует причислить к диктаторам и тиранам. Если центром системы оценок деятельности Сталина считать судьбу Российского государства, его независимость, его величие, то Сталина следует признать выдающимся государственным деятелем, плодами организаторского труда которого мы пользуемся и сегодня».
В 1998 году под редакцией Н. Пестова издана книга воспоминаний первого секретаря Московского обкома КПСС в 1963–1985 гг. В. И. Конотопа «Внукам», переиздана в 2006 году.
В 2015 году по инициативе Пестова, поддержанной руководством Московской области и Москвы, на средства предприятий Подольска изготовлена мемориальная доска в память о В. И. Конотопе, установленная на доме 19 по ул. Спиридоновка в Москве, где он жил (автор - А. Рожников).
Оказал содействие в организации съёмок художественного фильма «Подольские курсанты».
В настоящее время Николай Пестов не женат (до декабря 2014 года состоял в браке с Татьяной Сергеевной Зубрёвой, врачом-кардиологом, детей в браке не было).
Играет на фортепиано (в 1987 году с отличием окончил Климовскую музыкальную школу), владеет английским и французским языками.